# Княжая Долина
Кня́жая Доли́на (укр. Княжа Долина; с 1921 по 2016 г. Черво́ный Пра́пор) — село, Алексеевский сельский совет, Краснокутский район, Харьковская область, Украина.
Код КОАТУУ — 6323580312. Население по переписи 2001 года составляет 208 (91/117 м/ж) человек.

## Географическое положение
Село Княжа Долина находится в балке Лисичья, по которой протекает пересыхающий ручей с большими запрудами.
Примыкает к селу Бидыло.

## История
- 1699 — дата основания как села Княжая Долина.
- 1921 — переименовано в село Червоный Прапор.
- 2016 — возвращено историческое название Княжая Долина.